# Sonja Vermeylen
Pour les articles homonymes, voir Vermeylen.
Sonja Vermeylen née le 17 avril 1964 à Vilvorde, est une cycliste belge.

## Palmarès sur route
- 1994
  - De Pinte
  - Zele
- 1995
  - Wortegem-Petegem
  - 2e du championnat de Belgique sur route
- 1996
  -  Championne de Belgique sur route
  - Belsele
- 1997
  -  Championne de Belgique sur route
- 1998
  - 2e du championnat de Belgique sur route
- 2000
  - 3e du championnat de Belgique sur route